# Krążowniki pancernopokładowe typu Bogatyr’
Krążowniki pancernopokładowe typu Bogatyr’ – rosyjskie krążowniki pancernopokładowe z okresu z okresu wojny rosyjsko-japońskiej i I wojny światowej. Z planowanych pięciu okrętów zbudowano cztery. Dwa służyły we Flocie Bałtyckiej, dwa we Flocie Czarnomorskiej. 

## Historia
W odpowiedzi na japoński program zbrojeń morskich, w kwietniu 1898 roku władze rosyjskie ogłosiły konkurs na opracowanie i budowę nowych krążowników. Spośród projektu pięciu stoczni, za najlepszy uznano przedstawiony przez stocznię Vulcan Stettin. Kontrakt na budowę pierwszego okrętu nowego typu został zawarty 4 sierpnia 1898 roku.

## Okręty
| Okręt                                             | Stocznia             | Rozpoczęcie budowy | Wodowanie        | Los okrętu                                                       |
| ------------------------------------------------- | -------------------- | ------------------ | ---------------- | ---------------------------------------------------------------- |
| „Bogatyr’”                                        | AG Vulcan Stettin    | 1898               | styczeń 1901     | złomowany 1922                                                   |
| „Oleg”                                            | Stocznia Admiralicji | 1901               | sierpień 1903    | zatopiony 17 czerwca 1919 w Kronsztadzie, złomowany              |
| „Kaguł” (ex. Oczakow, późn. Gienierał Korniłow)   | Stocznia Sewastopol  | 1900               | październik 1902 | złomowany 1933                                                   |
| „Pamiat’ Mierkurija” (ex. Kaguł, późn. Komintern) | Mikołajów            | 1900               | czerwiec 1903    | zatopiony przez niemieckie lotnictwo w Poti 10 października 1942 |